# Ariana Grande
Ariana Grande-Butera (Boca Raton, Florida, 26 juni 1993), is een Amerikaans zangeres en actrice. Als actrice kreeg Grande voornamelijk bekendheid door haar rol van Cat Valentine in de serie Victorious en de latere spin-off daarvan, Sam & Cat. Sinds 2013 is ze voornamelijk bekend als zangeres.
Grande bracht in 2013 haar debuutalbum Yours Truly uit. De single "The Way" met Mac Miller werd een top 10-hit in de Verenigde Staten.
In 2014 kwam haar tweede album My Everything uit, waarmee ze internationaal doorbrank. De nummers "Problem", een samenwerking met de Australische rapster Iggy Azalea, en "Break Free" uit, een samenwerking met Zedd, haalden in veel landen de top 10. Hierna kwam . Ook de singles "Bang Bang" met Jessie J en Nicki Minaj, "Love Me Harder" met The Weeknd en "One Last Time" werden grote hits. Ze is na Adele de tweede vrouwelijke artiest in de geschiedenis die als voornaamste uitvoerende met drie nummers ("Problem", "Break Free" en "Bang Bang") in de top 10 van de officiële Amerikaanse hitlijst tegelijkertijd heeft gestaan. Ter promotie van dit album ging ze met de Honeymoon Tour op tournee. In 2015 bracht Grande het nummer "Focus" uit, dat opnieuw de top 10 bereikte in veel landen. Het kwam echter niet op een album te staan, ondanks het grote succes.
In 2016 kwam het 3de album Dangerous Woman uit, waar de succesvolle singles "Dangerous Woman", "Into You" en "Side to Side" met Nicki Minaj op staan. "Side to Side" werd in veel landen de grootste hit van het album, en behaalde het de Verenigde Staten de viervoudig platina status. In 2017 bracht ze ook nog van het album het nummer "Everyday" uit, in samenwerking met de Amerikaanse rapper Future. Daarnaast heeft ze met nog meer artiesten samengewerkt, zoals Andrea Bocelli, Big Sean, Nathan Sykes, Stevie Wonder en Cashmere Cat.
In 2018 kwam Ariana Grande met haar vierde album, Sweetener. Met hits als "No Tears Left to Cry", "God Is a Woman" en "Breathin" werd ook dit album een groot succes.
Eind 2018 kwam de titeltrack "Thank U, Next" van haar vijfde studio-album Thank U, Next uit. Andere singles van dit album waren "Imagine", "7 Rings" en "Break Up with Your Girlfriend, I'm Bored". Op 19 februari 2019 bezette ze met de nummers "7 Rings", "Break Up with Your Girlfriend, I'm Bored" en "Thank U, Next" respectievelijk de eerste, tweede en derde plaats in de Billboard Hot 100. Ze ging hiermee The Beatles achterna en is de eerste solo-artiest in de geschiedenis die dit bereikt heeft.
In oktober 2020 kwam Grande met haar zesde album Positions. Hiervan werden de nummers Positions, 34+35 en POV op single uitgebracht.
Grande is populair op social media en heeft op Instagram meer dan 250 miljoen volgers. Na Kylie Jenner was ze anno 2017 de meest gevolgde vrouw op dat platform. Ook op YouTube en Twitter heeft ze miljoenen volgers.
Haar YouTube-video's zijn in totaal al meer dan 16 miljard keer bekeken.
In 2018 werd Ariana tot Billboard Woman of the Year verkozen.

## Biografie

### 1993–2008: Jeugd en begin loopbaan
Ariana Grande groeide op in Boca Raton in Florida en is van Italiaanse afkomst. Ze is de dochter van Joan Grande, een directeur van een telefoon- en alarmsysteembedrijf en Edward Butera, eigenaar van een grafischontwerpfirma in Boca Raton. Toen Grande acht jaar was scheidden haar ouders. Ze begon op jonge leeftijd met zingen en acteren. Ze werd door haar ouders vernoemd naar prinses Oriana, een personage uit de bekende tekenfilmserie Felix de Kat. Ze heeft een oudere halfbroer, Frankie Grande, die werkzaam is als acteur, danser en producent.
Toen Ariana Grande 13 jaar oud was, begon ze na te denken over een muziekloopbaan, maar legde eerst haar focus op acteren. Op haar veertiende had ze een meeting met haar managers. Ze vertelde toen dat ze graag een r&b-album wilde maken, maar dat ging niet door. Haar managers noemden het een "lastig doel" en vroegen zich "wie nou een r&b-album van een veertienjarige wil kopen".
Vanwege haar passie voor acteren was Ariana Grande veel in lokale theaterproducties te zien. Zo heeft ze in de musicals The Wizards of Oz en Belle en het Beest gespeeld. Ook deed ze ervaring op met zingen op verschillende evenementen. Ze zong op 8-jarige leeftijd het volkslied van de Verenigde Staten voor de Florida Panthers. In 2008 maakte Ariana Grande haar acteerdebuut in de Broadwaymusical 13, waarin ze Charlotte speelde. Ze verliet de middelbare school toen ze in de musical begon te spelen. Haar school gaf haar huiswerk mee en ze kreeg tevens privéles thuis. Ze was toen 15 jaar. Haar acteerwerk ontving positieve recensies. Ze ontving voor haar rol een National Youth Theatre Association Award. In 2009 speelde ze in de aflevering "Bad bad news" van The Battery's Down.

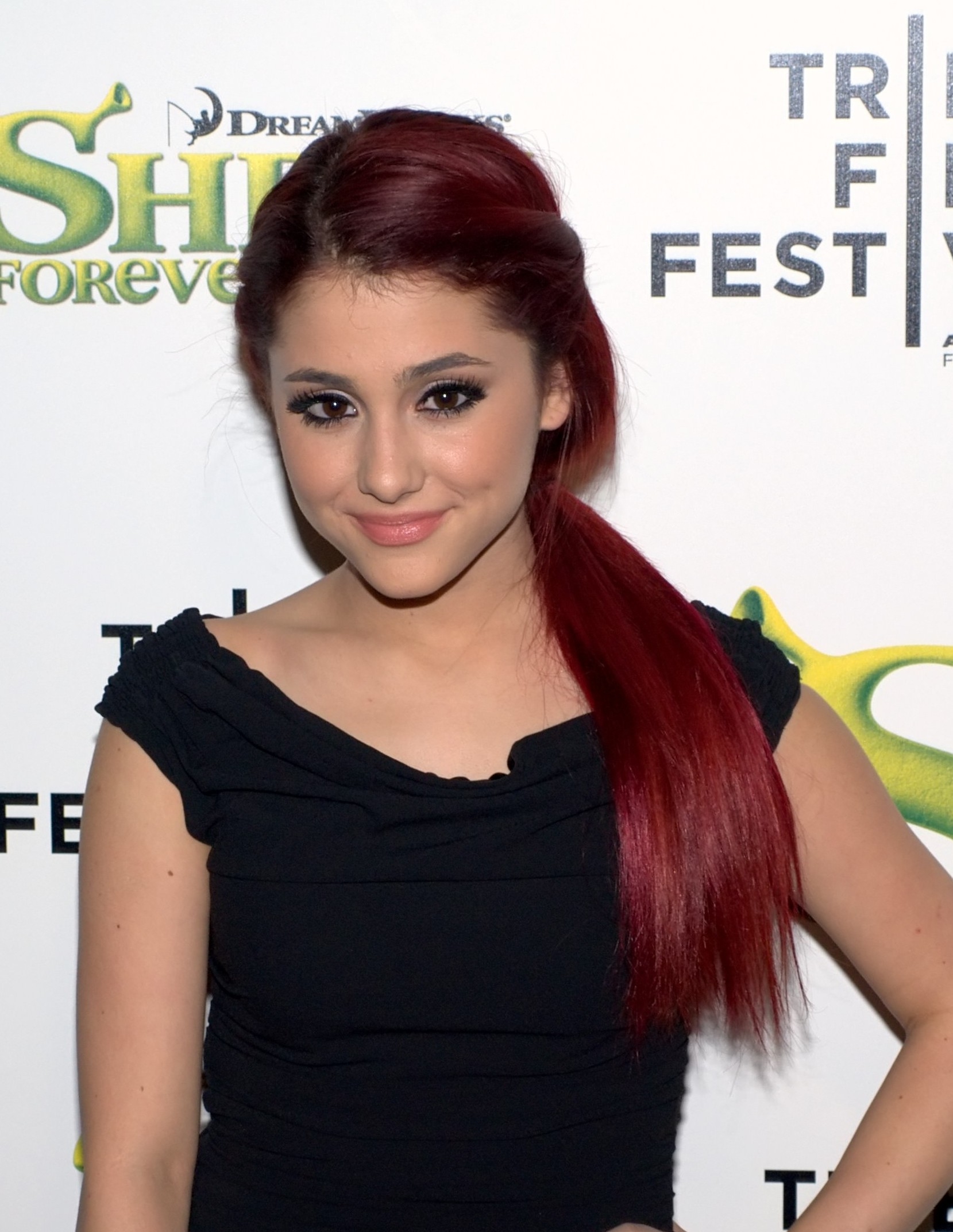
Ariana Grande in 2010

### 2009–2011: De grote doorbraak
Ariana Grande maakte haar echte doorbraak als Caterina "Cat" Valentine, beter bekend als Cat Valentine, in de comedysitcom Victorious. De serie werd geproduceerd door Dan Schneider. In de serie zit Tori Vega op Hollywood Arts. Cat was bekend als het domme en naïeve roodharige meisje uit de serie en ze heeft in alle vier seizoenen meegespeeld. De audities waren in 2009, toen ze 15 jaar oud was. Elizabeth Gillies, waarmee ze eerder had gewerkt in de Broadwaymusical 13, kreeg ook de rol van Jade West, de aartsvijand van het hoofdpersonage Tori Vega (Victoria Justice). Op 27 maart 2010 werd de eerste aflevering uitgezonden, direct na de Nickelodeon Kids' Choice Awards van 2010. De eerste aflevering keken er 5,7 miljoen mensen, waarmee het de op een na meest bekeken première-aflevering van Nickelodeon ooit is. In Nederland werd de sitcom in oktober 2010 voor het eerst uitgezonden. De serie heeft een aantal prijzen gewonnen, waaronder bij de Kids' Choice Awards van 2012 en 2013 in de categorie "favoriete televisieserie". Echter, Grande moest tijdens de opnames om de week haar haar rood verven en laten bleken, omdat Dan Schneider, de producer van Victorious, niet alleen maar personages met bruin haar in de serie wilde hebben. Dit had als gevolg dat Ariana Grande haar haren erg beschadigd zijn geraakt, ze heeft dan tijdens de serie en vooral na de serie haarextensies gedragen zodat haar haar langer leek en minder beschadigd.
Naast Victorious coverde Ariana nummers op YouTube, zoals "Grenade" van Bruno Mars, "ABC" van The Jackson 5 en "Rolling in the Deep" van Adele. Ook heeft ze impressies van artiesten als Celine Dion en Shakira gedaan.
Op 2 augustus 2011 kwam de eerste soundtrack van Victorious uit, getiteld: Victorious: Music from the Hit TV Show. Hierin is Ariana Grande op het nummer "Give It Up" te horen, samen met Jade West (Elizabeth Gillies). Ook is ze samen met de andere hoofdrolspelers van Victorious op een coverversie van het bekende nummer "I Want You Back" te horen, die officieel van The Jackson 5 is. Dit nummer komt van de aflevering Freak the Freak Out, die op 26 november 2010 voor het eerst werd uitgezonden. Op 5 juni 2012 kwam de tweede soundtrack uit, getiteld Victorious 2.0: More Music from the Hit TV Show. Hier is Ariana op de nummers "Don't You (Forget About Me)" (een coverversie van het origineel van Simple Minds, "5 Fingaz to the Face" en "Shut Up And Dance" te horen. Op 6 november 2012 kwam Victorious 3.0: Even More Music from the Hit TV Show uit. Hier staat het nummer "L.A. Boyz" op, waarop Victoria Justice en Ariana Grande te horen zijn. Er zijn één officiële film verschenen van deze serie, getiteld iParty with Victorious. In deze film ontmoeten de personages van iCarly en Victorious elkaar op een feest en zingen ze op het eind een mash-up van de themasongs van beide series met elkaar, "Leave It All To Me" (iCarly) en "Make It Shine" (Victorious). De film duurt in totaal 90 minuten.
Aan het einde van 2012 stopte Dan Schneider met het opnemen van nieuwe afleveringen van Victorious. De laatste aflevering werd uitgezonden op 2 februari 2013. Er kwam wel een spin-off van Victorious en iCarly in 2013, genaamd Sam & Cat. Hierin speelt ook Jennette McCurdy, die in iCarly het personage Sam Puckett speelde. Grande en McCurdy speelden samen dezelfde personages in Sam & Cat als in de voormalige televisieseries, met hetzelfde uiterlijk. Het was een groot succes. In totaal zijn er 35 afleveringen gemaakt. De serie eindigde echter al in juli 2014 vanwege interne conflicten.

### 2011–2013: Internationale doorbraak als zangeres
Mijn fans kunnen veel toffe muziek op Yours Truly verwachten. Het album wordt zo samengesteld alsof het pagina's zijn die uit mijn dagboek komen. Het is erg eerlijk en persoonlijk. Elk nummer, elke tekst, is voor mij erg waar, zodat mijn fans kunnen horen waar ik doorheen ben gegaan in het verleden en ook een deel terwijl ik nummers voor het album aan het schrijven was.
— Ariana Grande over haar debuutalbum Yours Truly

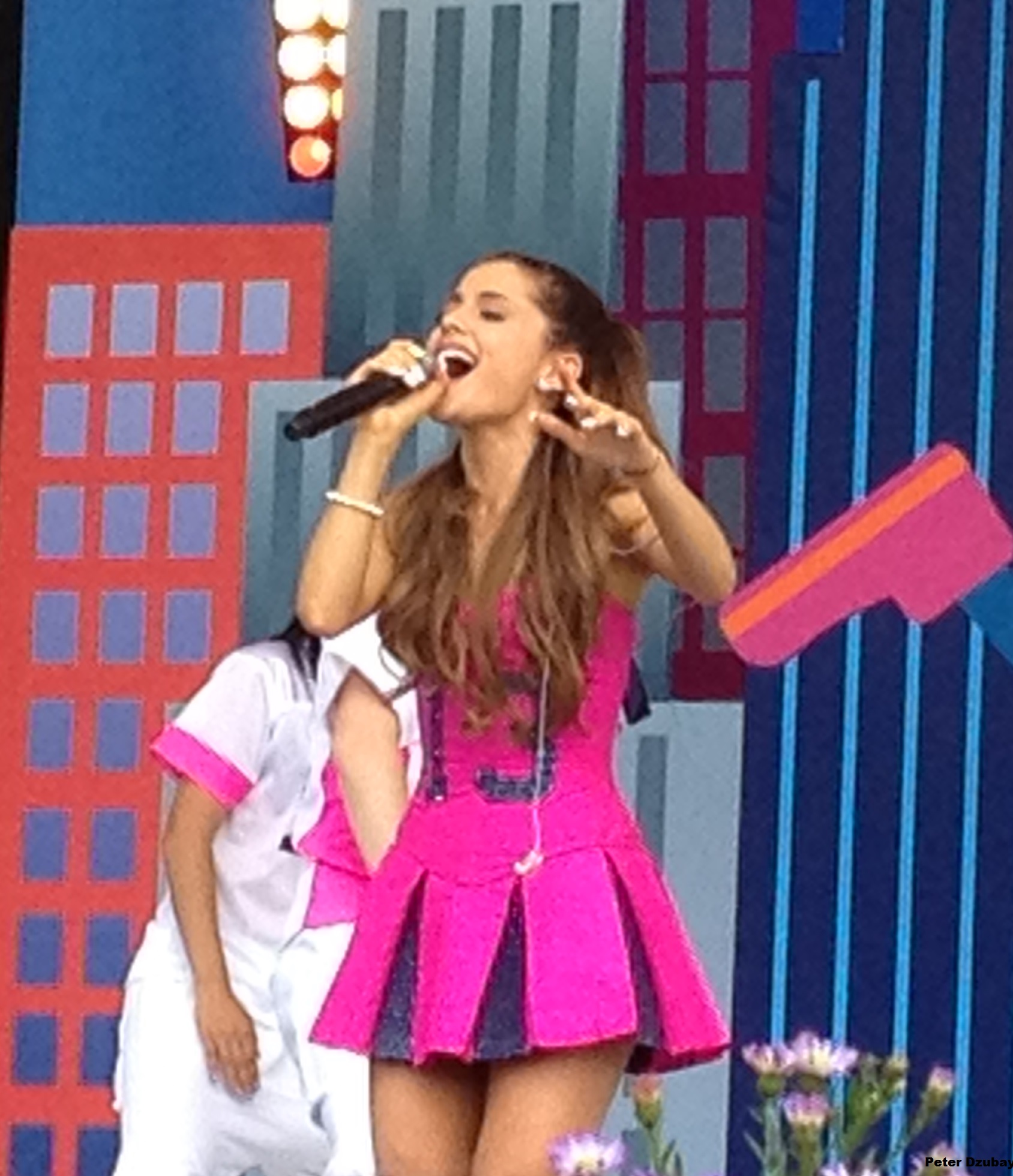
Ariana Grande op World Wide Day of Play in 2013

In augustus 2010 begon Ariana Grande met het opnemen van Yours Truly, terwijl ze in de serie Victorious speelde. Ze tekende een contract met het platenlabel Republic Records op 11 augustus 2011, waarmee ze verder kon werken aan haar debuutalbum. Op 10 september 2011 had Grande al twintig nummers gereed en was ze bezig om er dertien te kiezen die uiteindelijk op het album zouden komen. Op 12 december 2011 kwam de single "Put Your Hearts Up" uit. Volgens haarzelf is het bubblegumpopnummer geïnspireerd op Doowop uit de jaren 50 en 60. Het nummer werd positief ontvangen door haar fans en paste volgens velen "goed bij haar karakter uit Victorious". Echter, in 2013 maakte ze bekend dat het nummer haar niet meer bevalt en een heel ander genre op wil gaan met haar album. Ze vertelde dat ze graag muziek wil maken in de muziekstijl waar ze in haar jeugd naar luisterde: r&bmuziek uit de jaren 90. Het album zou eerst Daydreamin' heten, naar een van de nummers die op het album zou komen te staan. Het album is afgerond in juni 2013. De titel van het album werd bekendgemaakt op 19 juli 2013 via Grandes Twitter-account.
Op 21 december 2012 bracht Mika het nummer "Popular Song" uit, in samenwerking met Ariana Grande. Het nummer staat zowel op het album The Origin of Love van Mika als op Yours Truly van Grande. In de Nederlandse Single Top 100 haalde dit de 92e plaats. Het in Amerika met goud bekroond. "Popular Song" is een vernieuwde versie van het nummer "Popular" van de musical Wicked. De boodschap van het nummer is dat mensen die gepest worden of niet populair zijn op school voor zichzelf op moeten komen.
Op 26 maart 2013 verscheen haar tweede single en haar eerste officiële single van Yours Truly, getiteld "The Way", in samenwerking met de Amerikaanse rapper Mac Miller. In Nederland deed het nummer het redelijk; het haalde de top 30. In de Verenigde Staten deed het nummer het veel beter; "The Way" behaalde de negende plaats, waardoor het haar eerste top 10-hit daar werd. Ook werd het daar met drie keer platina bekroond, doordat er in de Verenigde Staten meer dan 2 miljoen exemplaren van verkocht zijn. "The Way" werd voor het eerst uitgevoerd op televisie bij The Ellen DeGeneres Show op 29 maart 2013. Daarna kwam "Baby I" uit op 22 juli 2013. Dit werd geen groot succes, maar opmerkelijk genoeg was Nederland ditmaal een van de enige landen waar het nummer een hitnotering haalde; het haalde de 37e plaats in de Nederlandse Single Top 100. In de Nederlandse Top 40 bleef het nummer in de tipparade steken. In de Verenigde Staten haalde het de 21ste plaats. Op 6 augustus kwam "Right There" alweer uit, in samenwerking met de Amerikaanse rapper Big Sean. Het behaalde in slechts drie landen hitnoteringen, waaronder de Verenigde Staten. Toch werd het daar met goud bekroond, omdat er meer dan 500 duizend exemplaren van verkocht zijn. Ook heeft Grande met voormalig The Wanted-lid Nathan Sykes samengewerkt op het nummer "Almost is Never Enough". Dit nummer is de soundtrack voor de jeugdfilm The Mortal Instruments: City of Bones. Dit nummer staat ook op Yours Truly. Het is als promotiesingle uitgebracht op 19 augustus 2013.

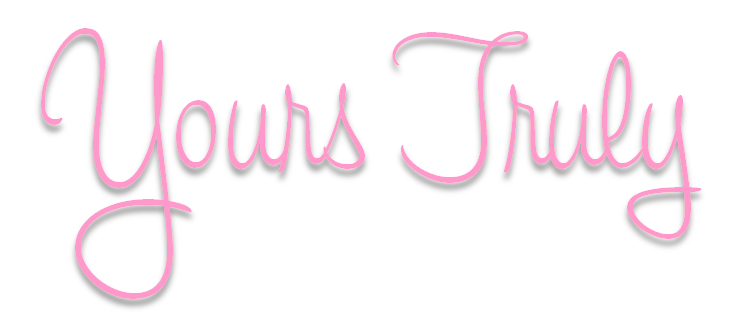
Het logo van Yours Truly

Op 3 september 2013 verscheen Ariana Grandes debuutalbum Yours Truly.
In Nederland debuteerde dit op de vijfde plaats, alhoewel het na drie weken al uit de lijst verdween. In de Verenigde Staten deed het album het veel beter; het piekte daar op nummer 1. Ook bleef het daar 53 weken in de Billboard 200 staan. Hiermee is Grande de vijftiende vrouwelijke soloartiest die in de Billboard 200 met een debuutalbum de eerste plaats heeft bereikt. Yours Truly is, zoals gezegd, een pop en r&b-album met invloeden van muziek uit de jaren 90. Ook bevat het album Soulelementen. Grande heeft zich laten inspireren door muziek van Amy Winehouse, Mariah Carey, Christina Aguilera en Whitney Houston. Grande omschrijft het album als een "terugkeer" naar r&b-muziek uit de jaren 90. Het album werd zeer positief ontvangen door recensenten, die Grande met name loofden om haar stem en haar jaren-90-r&b-muziek.
Ter promotie van haar debuutalbum is Grande ook op tournee gegaan met The Listening Sessions. Het tournee was kort en bevatte 12 concerten in Noord-Amerika. Het duurde van 13 augustus tot 13 september 2013. Het heeft een nettowaarde van ruim 680 duizend euro.
Op 13 december 2013 bracht Ariana Grande een kerst-ep uit, genaamd Christmas Kisses. Hier staan vier nummers op, waaronder een cover van de bekende kersthit "Last Christmas", "Snow in California" en "Love Is Everything". Al deze nummers hebben een hitnotering in de Nederlandse Single Top 100 bereikt. Ook staat een nummer genaamd "Santa Baby" op het kerstalbum, een cover van een kerstnummer van Joan Javits. Grande zingt het nummer samen met Elizabeth Gillies, waarmee ze samen speelde in de Nickelodeonserie Victorious en de Broadwaymusical 13. In Victorious speelde Gillies Jade, een gemeen persoon en de aartsvijand van hoofdpersonage Tori Vega (Victoria Justice). Op de Japanse editie staat ook het nummer "Santa Tell Me". De ep werd erg gewaardeerd door recensenten, vanwege de r&b-elementen die in de kerstnummers verwerkt zitten.
In 2013 speelde Grande het personage Amanda Benson in de film Swindle.

### 2013–2015:My Everything
"My Everything" is een album dat ik een tikkeltje anders wil aanpakken. Ik wil het niet laten klinken als een aftreksel van "Yours Truly". Ik wil het als een evolutie, een vooruitgang laten klinken. Ik wil meer verschillende stijlen proberen en een beetje daarmee experimenteren. Ik heb veel ideeën waar ik opgewonden over ben en veel materiaal die klaar ligt."
— Ariana Grande over "My Everything".

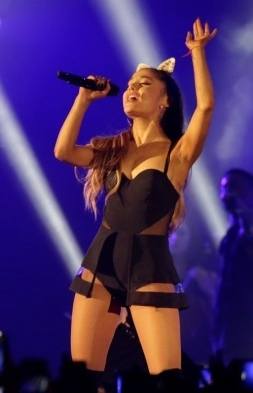
Ariana Grande tijdens de Honeymoon Tour in 2015

Een paar maanden na de verschijning van Yours Truly begon Ariana Grande met de opnamen voor My Everything. Voor dit album heeft ze samengewerkt met producers als Max Martin, David Guetta en Zedd. In oktober 2013 had ze met haar label een meeting om het album te discussïeren. Het album zou in eerste instantie in februari 2014 uitgebracht worden. Ariana maakte op 25 februari bekend dat ze het album heeft vernoemd naar een gelijknamig nummer dat ook op het album staat, My Everything. Volgens Grande heeft ze de titel gekozen, omdat ze erg emotioneel wordt van het nummer en het vanuit persoonlijke ervaringen is geschreven.
Op 3 maart 2014 maakte Ariana Grande bekend dat ze te horen is op het nummer "Dont Be Gone Too Long". Het nummer zou in eerste instantie op 25 maart 2014 uitgebracht worden, maar dit werd uitgesteld, omdat Chris Brown naar de gevangenis gestuurd werd voor een afwachtingsproces tegen aanrijdingskosten. In plaats daarvan maakte Grande bekend dat ze het eerste nummer van haar album eerder zou uitbrengen.

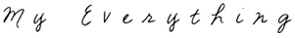
Het logo van My Everything

Tijdens Radio Disney Music Awards van 2014 bracht Ariana Grande het nummer "Problem" ten gehore, de eerste single van My Everything. Het nummer is in samenwerking met de Australische rapper Iggy Azalea. Later die avond werd het nummer als muziekdownload uitgebracht, op 28 april 2014. Het nummer bevat ook gefluister van Big Sean, met wie ze in periode van het uitbrengen van My Everything een relatie had. Het nummer werd een heel groot succes en behaalde de tweede positie in de Verenigde Staten. Hiermee brak Grande wereldwijd door. In Nederland behaalde het nummer de vijfde plaats, waarmee ze haar eerste top 10-hit in Nederland scoorde. In de Verenigde Staten haalde het de tweede plaats. "Problem" behoorde daar tot de tien meest succesvolle nummers van 2014.
"Break Free" werd als tweede single uitgebracht op 2 juli 2014. Het nummer is in samenwerking met Ook dit nummer deed het erg goed. In de Nederlandse Top 40 werd dit haar tweede top 5-hit. In de jaarlijst van 2014 van de officiële Amerikaanse hitlijst voor nummers, de Billboard Hot 100, behaalde het de 37e plaats. "Break Free" is een typisch dancenummer, waarmee het afwijkt van haar voorgaande singles, die bestempeld worden als Pop- en r&b-nummers.
Op 28 juli kwam "Bang Bang" uit, een samenwerking met Jessie J en Nicki Minaj. Oorspronkelijk is het nummer van Jessie J, maar het nummer staat op de luxe editie van het album. Het nummer werd een groot succes. Het behaalde de top 10 in veel landen en staat op nummer 27 van de meest succesvolle singles van 2014. Volgens Billboard is "Bang Bang de versie van "Lady Marmalade" van deze decade". Daarna kwam "Love Me Harder" uit, een nummer in samenwerking met de Canadese rapper en zanger The Weeknd, die hiermee zijn eerste grote hit scoorde. Opnieuw werd dit een top 10-hit in Nederland. Tot slot kwam "One Last Time" uit op 10 februari 2015, waarmee ze haar vijfde top 10-hit binnen een jaar scoorde in Nederland. Het werd eerst als tweede promotiesingle van het album uitgegeven op 22 augustus 2014, maar uiteindelijk werd het toch als officiële single uitgebracht. De Franse dj David Guetta heeft meegeschreven aan het nummer. Het nummer en de videoclip zorgden voor controversie, omdat het volgens de Australische elektronische muziekgroep Safia overeenkomsten vertoont met hun nummer "You Are the One", dat op 16 september 2014 werd uitgebracht. Ook de videoclip van "One Last Time" vertoonde volgens de muziekgroep veel overeenkomsten met hun video van "You Are the One". Er zijn in de Verenigde Staten vijf miljoen exemplaren van verkocht, waarmee het nummer vijf tot keer Platina is bekroond.
Naast alle officiële singles heeft Ariana Grande ook nog een promotiesingle uitgebracht van My Everything, getiteld "Best Mistake", een r&b-nummer in samenwerking met de Amerikaanse rapper Big Sean. In die tijd had ze een relatie met hem.
Op 24 augustus 2014 werden de MTV Video Music Awards door Ariana Grande geopend met "Break Free". Daarna zong ze samen met Jessie J en Nicki Minaj het nummer "Bang Bang". Ze werd tijdens deze editie maar liefst vijf keer genomineerd, waarvan ze één won met "Problem" in de categorie Beste Popvideo. Het album zelf kwam een dag daarna, op 25 augustus 2014, uit.
Op 4 september 2014 zong Ariana Grande het volkslied van Amerika tijdens de start van het NFL-seizoen.
Het album My Everything werd een groot succes. Het behaalde de eerste plaats in de Verenigde Staten. Hiermee evenaarde Ariana Grande een record dat enkel de Schotse zangeres Susan Boyle eerder heeft bereikt in de Verenigde Staten: Grandes debuutalbum Yours Truly kwam net als dit album op de eerste plaats binnen, waarmee haar eerste twee albums op nummer 1 zijn binnengekomen. Dit is op Susan Boyle na (I Dreamed a Dream uit 2009 en The Gift uit 2010) geen enkele artiest eerder gelukt in die hitlijst. Ook in Nederland kwam het op nummer 1 terecht. In België behaalde het een tweede plaats. Ook werd het genomineerd voor een Grammy tijdens de Grammy Awards van 2015 in de categorie Best Pop Vocal Album.
Op 16 oktober bracht het Amerikaanse project Major Lazer het nummer "All My Love" uit, waar Ariana Grande op te horen is in het refrein en in het tweede couplet.
Op 14 november trad Ariana Grande op bij de halve finale van The voice of Holland. Eerst zong ze met vier kandidaten het nummer "Problem". Vervolgens zong ze "Break Free" alleen. In de "red room" van The voice werd "Problem" met drie keer platina, "Break Free" met twee keer platina en het album My Everything met goud bekroond in bijzijn van Ariana Grande zelf door Jamai.

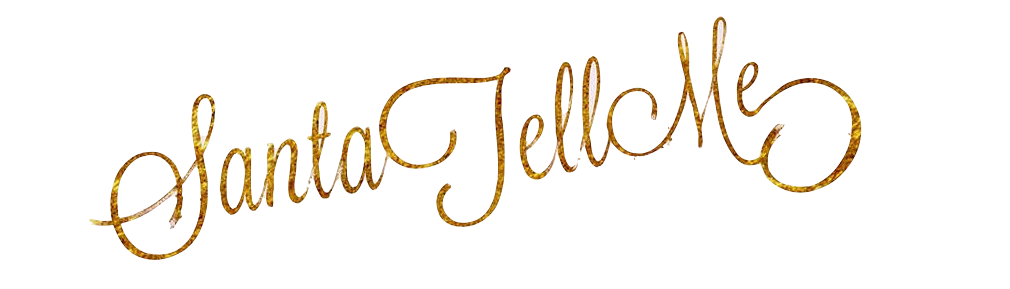
Het logo van "Santa Tell Me"

Op 24 november bracht Ariana Grande een nieuw kerstnummer uit, getiteld "Santa Tell Me". Dit nummer staat op de Japanse editie van de ep Christmas Kisses, dat in 2014 aan de tracklist werd toegevoegd. Dit nummer deed het rond de kerstperiode van 2014 verrassend goed in Nederland; het behaalde de achtste plaats in de Single Top 100 en de 28e plaats in de Top 40. Op dat moment stonden "Problem", "Break Free" en "Bang Bang" ook in de Top 40; hiermee evenaart ze in Nederland een record, namelijk met vier nummers tegelijkertijd in de Top 40 staan. Alleen Dave Berry, een Engelse r&bzanger, heeft dit record ook behaald.
Om My Everything te promoten, ging Grande op tournee met The Honeymoon Tour. De toer duurde van 25 februari tot en met 25 oktober 2015. Op 28 en 29 mei was ze in Nederland om op te treden. Op 12 juni trad ze in België op. Het tournee heeft een nettowaarde van 80 miljoen dollar.
In maart 2015, een aantal maanden na de verschijning van One Last Time, bracht Ariana Grande het nummer "Adore" met de Noorse dj Cashmere Cat uit.
Op 25 mei 2015 kwam het eerste remixalbum van Ariana Grande uit, getiteld "The Remix". Hier staan geremixte hits van Ariana op, zoals "Problem" en "One Last Time".
In 2015 kreeg Grande de rol van Chanel #2 (Sonya Herfmann) in de FOX-dramaserie Scream Queens.

### 2015–2017:Dangerous Woman
Maanden na de verschijning van haar voorgaande album, My Everything, maakte Ariana Grande bekend dat het nieuwe album "Moonlight" zou gaan heten, door middel van het beantwoorden van de vraag van een fan of "Moonlight" een nummer- of een albumtitel van haar wordt, waarop ze antwoordde: "allebei". Op Instagram plaatste ze een foto waarop een kleine getekende maan op haar nek te zien is.
Op 15 september 2015 was Ariana Grande te gast bij The Tonight Show with Jimmy Fallon. Hier maakte ze bekend dat het eerste nummer van haar nieuwe album Moonlight "Focus" zou heten en op 30 oktober uit zou komen.
Zoals Ariana had gezegd, kwam in 2015 het nummer "Focus" uit. Dit kwam echter niet op Dangerous Woman terecht, wat eerst wel de bedoeling was. Op de Japanse editie van het album staat "Focus" er wel op. Het werd een groot succes. In Nederland behaalde het de top 20, evenals in België. Het album was op 22 januari 2016 voltooid.
In de tussentijd was Ariana Grande veel te horen op andere nummers. Zo heeft ze samen met de Italiaanse tenor Andrea Bocelli het nummer "E Più Ti Penso" uitgebracht. Ook heeft ze samen met Who Is Fancy en Meghan Trainor het nummer "Boys Like You" uitgebracht in november 2015. Daarnaast heeft ze het popballad "Over and Over Again" samen met Nathan Sykes gemaakt, die vooral bekend is als lid van de inmiddels gestopte band The Wanted.

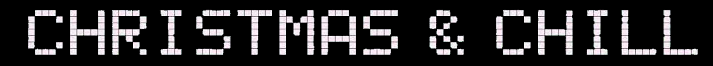
Het logo van Christmas & Chill

Op 18 december kwam Grandes tweede kerstalbum uit, genaamd Christmas & Chill. Alle nummers heeft ze zelf geschreven, in tegenstelling tot haar vorige kerstalbum, Christmas Kisses, waar haar gecoverde versie van hit "Last Christmas" op staat. De nummers zijn allemaal r&b nummers Hiervan kwam het nummer "Winter Things" op nummer 40 terecht in de Nederlandse Single Top 100. Het album zelf haalde in de Verenigde Staten de 34e plaats.
Ter voorbereiding van de release van haar album Dangerous Woman gaf Ariana Grande een livechat om haar fans vragen te laten stellen over het opkomende nieuwe album. Er werd onder andere gevraagd waarom Grande voor de titel "Moonlight" had gekozen als albumtitel.

"Moonlight is een erg mooi nummer en de titel van het nummer is ook erg mooi. Het klinkt erg romantisch, en het legt absoluut een verband met mijn oude en mijn nieuwe muziek", antwoordde Ariana hierop. "Maar Dangerous Woman klinkt veel sterker. Ik wil een goede invloed uitoefenen op mijn fans. Ik heb het gevoel dat persoonlijke groei in de sound van Dangerous Woman gereflecteerd is. Ik ben er echt trots op... Voor mij is een dangerous woman iemand die niet bang is om een eigen mening te hebben, haarzelf te zijn en om eerlijk te zijn.
— Ariana Grande over haar albumtitel.

Hiermee maakt Ariana duidelijk dat het album Dangerous Woman zou gaan heten en niet Moonlight. Hiernaast twijfelde Grande echter over de albumtitel en dat ze waarschijnlijk de titel zou gaan veranderen tijdens de show van Jimmy Kimmel in januari 2016.

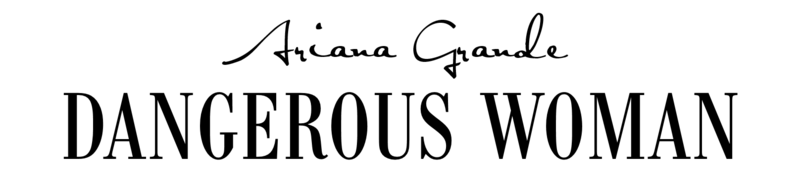
Het logo van Dangerous Woman

Om Ariana Grandes album te promoten, lanceerde Grande een website op 24 februari 2016. Op die website werd wekelijks nieuwe informatie toegevoegd over het album en konden fans diverse merchandise kopen met betrekking tot het album. De officiële albumhoes kwam uit op 10 maart 2016 op de website van Grande. Op 12 maart 2016 was Grande te gast bij Saturday Night Live, waar ze twee nummers zong, "Dangerous Woman" en "Be Alright".
Als eerste single werd het nummer "Dangerous Woman" uitgebracht op 13 maart 2016. Dit werd een redelijke hit. In de Top 40 haalde het de veertiende plaats, in de Single Top 100 de 21ste plaats. Het is afkomstig van het gelijknamige album "Dangerous Woman". In Amerika debuteerde het nummer in de top 10, waardoor ze een record te pakken heeft; ze is de eerste artiest in de geschiedenis die met alle drie de eerste singles van haar eerste drie studioalbums in de top 10 van de Billboard Hot 100 debuteert. Hierna kwam "Into You" uit, wat ook redelijk succes boekte. Daarna kwam "Side to Side" uit op 16 augustus, een popnummer in samenwerking met Nicki Minaj. Dit haalde de top 20 in Nederland en België, in Amerika de top 5. Sinds april 2017 is het nummer al meer dan 1 miljard keer bekeken. Hiermee staat het nummer in de top 100 van de meest bekeken video's op YouTube aller tijden. In België werden alle drie de uitgebrachte singles bekroond met goud. In Amerika werd "Side to Side" met drie keer platina bekroond. Tot slot kwam "Everyday" uit op 10 januari 2017, een nummer in samenwerking met de Amerikaanse rapper en singer-songwriter Future. Er zijn ook twee promotiesingles uitgebracht. De eerste promotiesingle is "Be Alright" en kwam uit op 18 maart 2016. De tweede promotiesingle, "Let Me Love You", in samenwerking met de Amerikaanse rapper Lil Wayne, kwam uit op 16 april uit.

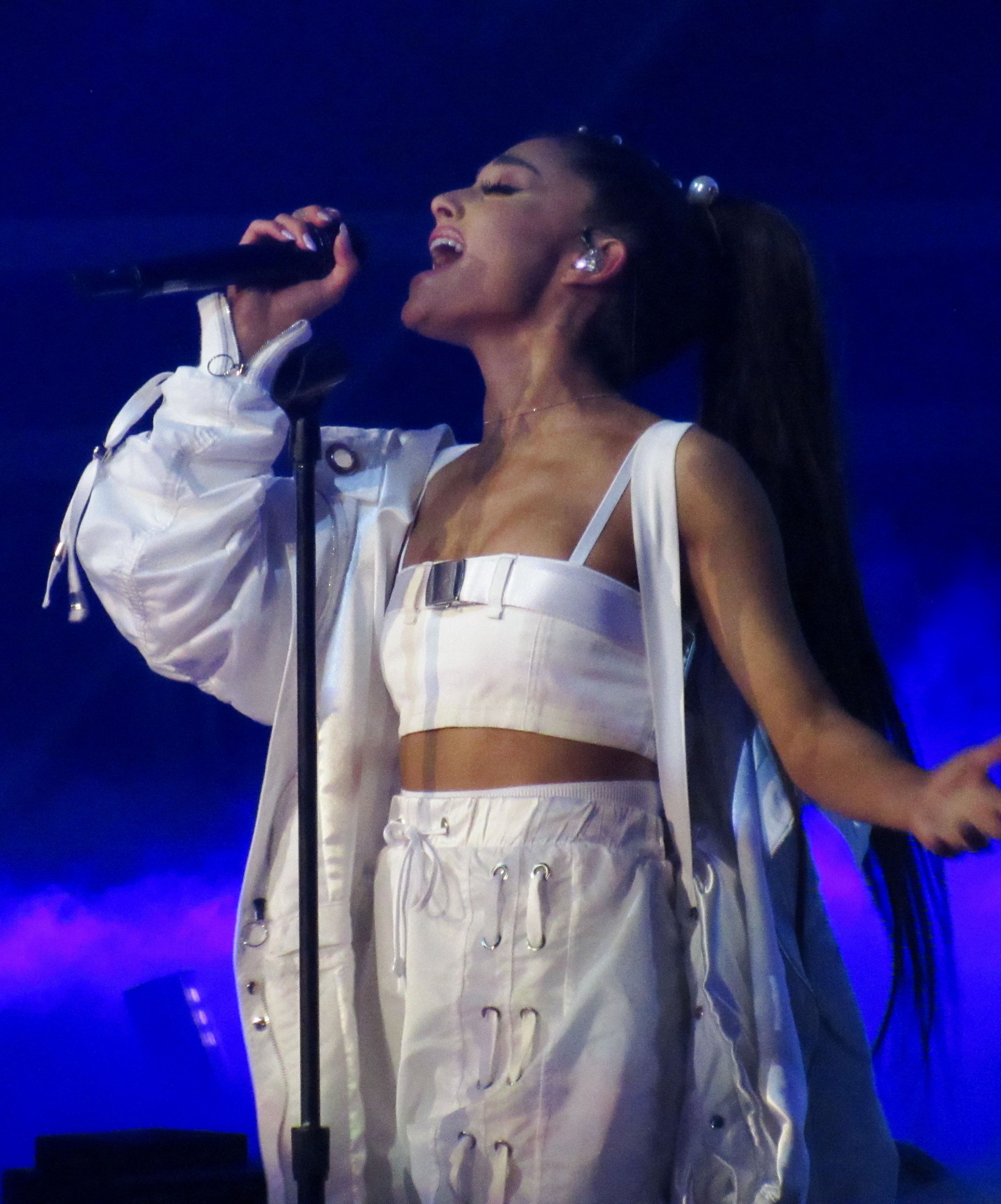
Ariana Grande tijdens haar Dangerous Woman Tour in Manchester

Op 20 mei kwam het album Dangerous Woman uit. Dangerous Woman bevat Pop en r&b-nummers, met invloeden van dancepop, disco, house, trap en reggaemuziek. Het album boekte veel succes, maar niet zoveel succes als zijn voorganger My Everything. Het behaalde in Nederland echter wel de eerste positie in de Album Top 100. Het bleef 17 weken in de lijst staan, in België 33 weken.
Ter promotie van Dangerous Woman zong Ariana al haar albumnummers voor het eerst op 1 juni 2016 bij Vevo Presents.
Op 28 augustus 2016 trad Ariana Grande op bij de MTV Video Music Awards van 2016, waar ze het nummer "Side to Side" samen met Nicki Minaj zong. Bij dit optreden werd er als steunmateriaal gebruikgemaakt van hometrainers en paardvoltige. Ook werd ze vier keer genomineerd voor "Into You", in de categorieën Beste Vrouwelijke Video, Beste Pop Video, Beste Editing en Beste Cinematografie. Echter, Beyoncé ging er met deze prijzen vandoor voor haar nummers "Formation" (Beste Pop Video, Beste Editing en Beste Cinematografie) en "Hold Up" (Beste Vrouwelijke Video). Ook werd Grande genomineerd met haar nummer "Let Me Love You" in de categorie Beste Samenwerking, maar de Amerikaanse meidengroep Fifth Harmony ("Work from Home") ging er met deze prijs vandoor.
Op 4 november bracht de Amerikaanse zanger Stevie Wonder het nummer "Faith" uit, waar Grande op te horen is. Het is de soundtrack voor de film Sing. Het kwam in de tipparade van de Nederlandse Top 40 terecht.
Eind 2016 speelde Ariana Grande de rol van Penny in de live tv-musical Hairspray Live!.
Ter promotie van het album ging Ariana Grande op tournee, de Dangerous Woman Tour. De tournee begon op 3 februari 2017 en eindigde op 21 september. Op 14 en 16 mei heeft ze in Nederland opgetreden. Ook trad ze op 12 maart 2016 bij Saturday Night Live op, waar ze de nummers "Dangerous Woman" en "Be Alright" ten gehore bracht.
In februari kwam een coverversie van "Beauty and the Beast" uit, in samenwerking met John Legend, de titeltrack voor de remake van Beauty and the Beast, die ook in februari uitkwam.
Op 31 maart 2017 kwam het nummer "Heatstroke" uit, een pop-, funk- en soulnummer van Calvin Harris. Hier is onder andere Ariana op te horen. Het staat in de tipparade in Nederland.
Op 28 april kwam het nummer "Quit" uit, in samenwerking met Cashmere Cat. Dit is hun derde samenwerking. Op het album My Everything werkte Cashmere Cat mee op het nummer "Be My Baby" en Grande werkte samen in maart 2015 op het nummer "Adore".

#### Optreden in Manchester op 22 mei 2017
Op 22 mei 2017 trad Ariana Grande op in de Manchester Arena in Manchester voor haar Dangerous Woman Tour. Aan het einde van het concert veroorzaakte een terroristische aanslag van Salman Abedi 23 doden (waaronder de dader zelf) en 120 gewonden. Als gevolg hiervan annuleerde Ariana Grande alle concerten van haar Dangerous Woman Tour tot en met 7 juni. Via Twitter liet Ariana weten dat ze "gebroken" is en "geen woorden ervoor heeft". Ter nagedachtenis van de slachtoffers van de aanslag riepen fans van Ariana Grande op om het nummer "One Last Time" massaal te gaan downloaden, die ze zong aan het einde van het concert.

##### One Love Manchester

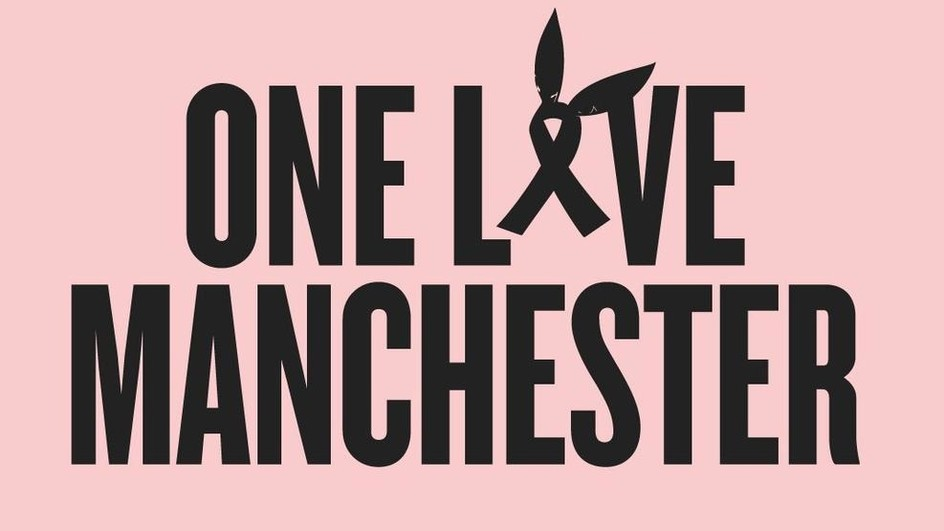
Het logo van One Love Manchester

Op 26 mei 2017 plaatste Ariana Grande via Twitter en Instagram een lang bericht, waarin staat dat ze een benefietconcert in Manchester zou gaan geven. Ze wil hier tijd door gaan brengen met haar fans. Ook staat er in het bericht dat haar fans haar geïnspireerd hebben om door te gaan met het maken van muziek.
Op 4 juni gaf Ariana Grande het benefietconcert "One Love Manchester". Tijdens het concert waren er optredens van Take That, Robbie Williams ("Strong" en "Angels"), Little Mix ("Wings"), The Black Eyed Peas ("Where Is the Love?"), Niall Horan ("Slow Hands" en "This Town"), Pharrell Williams ("Get Lucky" en "Happy"), Miley Cyrus ("Inspired" en "Happy" met Pharell Williams), Katy Perry ("Part of Me" en "Roar"), Justin Bieber ("Love Yourself" en een akoestische versie van "Cold Water"), Imogen Heap ("Hide and Seek"), Coldplay ("Fix You", "Don't Look Back in Anger", "Something Just Like This" en "Viva la Vida") en aan het eind Mancunian Liam Gallagher ("Rock 'n' Roll Star", "Wall of Glass" en samen met Coldplay "Live Forever") Ook het Parrs Wood High School Choir trad op. Ze zongen samen met Grande het nummer "My Everything". Grande zong zelf de nummers "Be Alright", "Break Free", "Side to Side", "Into You", "The Way" met Mac Miller en "Love Me Harder". Ook zong ze mee met The Black Eyed Peas op "Where Is the Love?", waarop ze het deel van zangeres en oud-lid van de band Fergie voor haar rekening nam, en een coverversie van het nummer "Don't Dream It's Over", samen met Miley Cyrus. Als officiële slotnummer zong ze "One Last Time", hetzelfde nummer alswaar ze twee weken eerder haar show in Manchester mee afsloot. Als toegift zong ze het nummer "Somewhere over the Rainbow" van Judy Garland.
Het concert trok ruim 55 duizend bezoekers aan. Er is in totaal bijna 3 miljoen euro gedoneerd aan het Rode Kruis tijdens het benefietconcert. Het fonds ontving voor het concert al meer dan 11,4 miljoen euro aan donaties. Het concert kreeg positieve reacties. Artiesten als John Legend, Cara Delevingne, Hailee Steinfeld gaven hun mening over One Love Manchester.
Het benefietconcert werd in minstens 38 landen, waaronder Nederland en België, uitgezonden. In Nederland zonden NPO 3 en NPO 3FM het concert live uit. De dj's
Angelique Houtveen en Michiel Veenstra reisden naar Manchester om ter plekke verslag te doen, voor respectievelijk radio en tv. Het concert werd in Nederland door ruim 730 duizend mensen bekeken via NPO 3, waarmee het in de top 10 bestbekeken uitzendingen van de avond van 4 juni staat. Ook via de livestream op Facebook en via BBC keken veel Nederlanders naar het concert.

### 2018:Sweetener
Ariana Grande maakte op 17 april 2018 via Twitter bekend dat ze een nieuw nummer genaamd "No Tears Left to Cry" uit ging brengen. Het nummer werd op 20 april uitgebracht. Dit is ongeveer anderhalf jaar na haar vorige single "Everyday" en ongeveer een jaar na One Love Manchester. Grande hoopt zelf dat het nummer mensen warmte en gemak brengt, maar ook inspiratie geeft je beste leven te leven. De video is een eerbetoon aan One Love Manchester. Aan het einde van de muziekvideo is een bij te zien, wat het symbool is voor het benefietconcert. Daarnaast laat Ariana zien dat ze zichzelf heeft ontwikkeld als persoon, door haar "masker" in de clip af te doen. Tevens houdt ze een zwarte paraplu vast die wegvliegt, wat vermoedelijk inhoudt dat ze het verleden laat gaan en een nieuw persoon geworden is. De video werd ruim 100 miljoen keer bekeken in minder dan twee weken, waarmee ze haar persoonlijke record verbrak.
De video, No tears left to cry, is nu al meer dan 1 miljard keer bekeken en is Ariana’s 1ste officiële single die 1 miljard vieuws heeft gehaald.

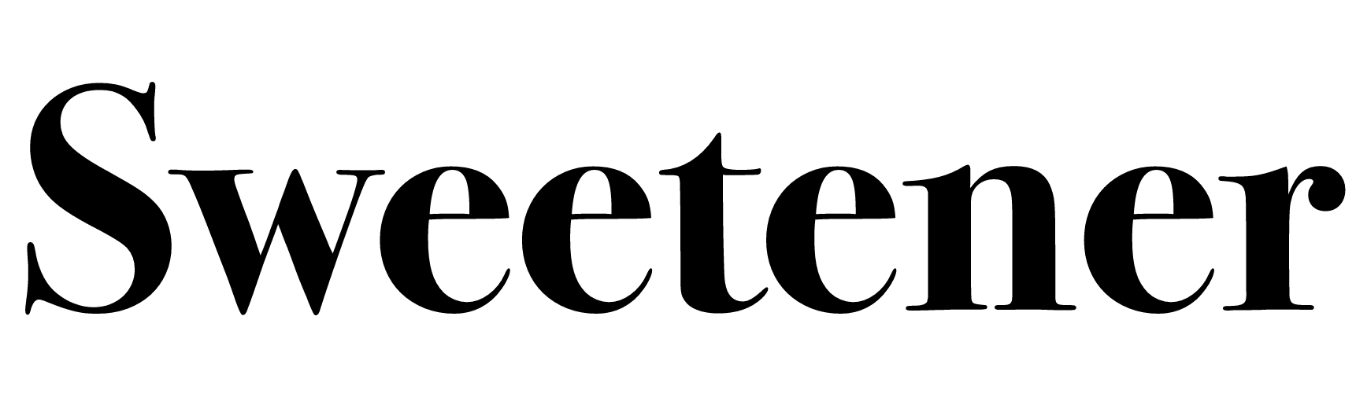
Het logo van Sweetener

 Ook werd het nummer de eerste dag ruim 5 miljoen keer via Spotify afgespeeld, tevens een persoonlijk record van haar. Hiernaast stond het in ruim 85 landen op nummer 1 in iTunes, iets dat ze nog niet eerder gepresteerd had. Het nummer bereikte de top 10 in veel landen, waaronder Nederland en België. In Amerika debuteerde het nummer op de derde plaats, waarmee Grande de eerste artiest aller tijden is waarvan al haar eerste singles van haar eerste vier albums in de top 10 debuteerden. In eind april voerde ze het nummer tijdens Coachella op.

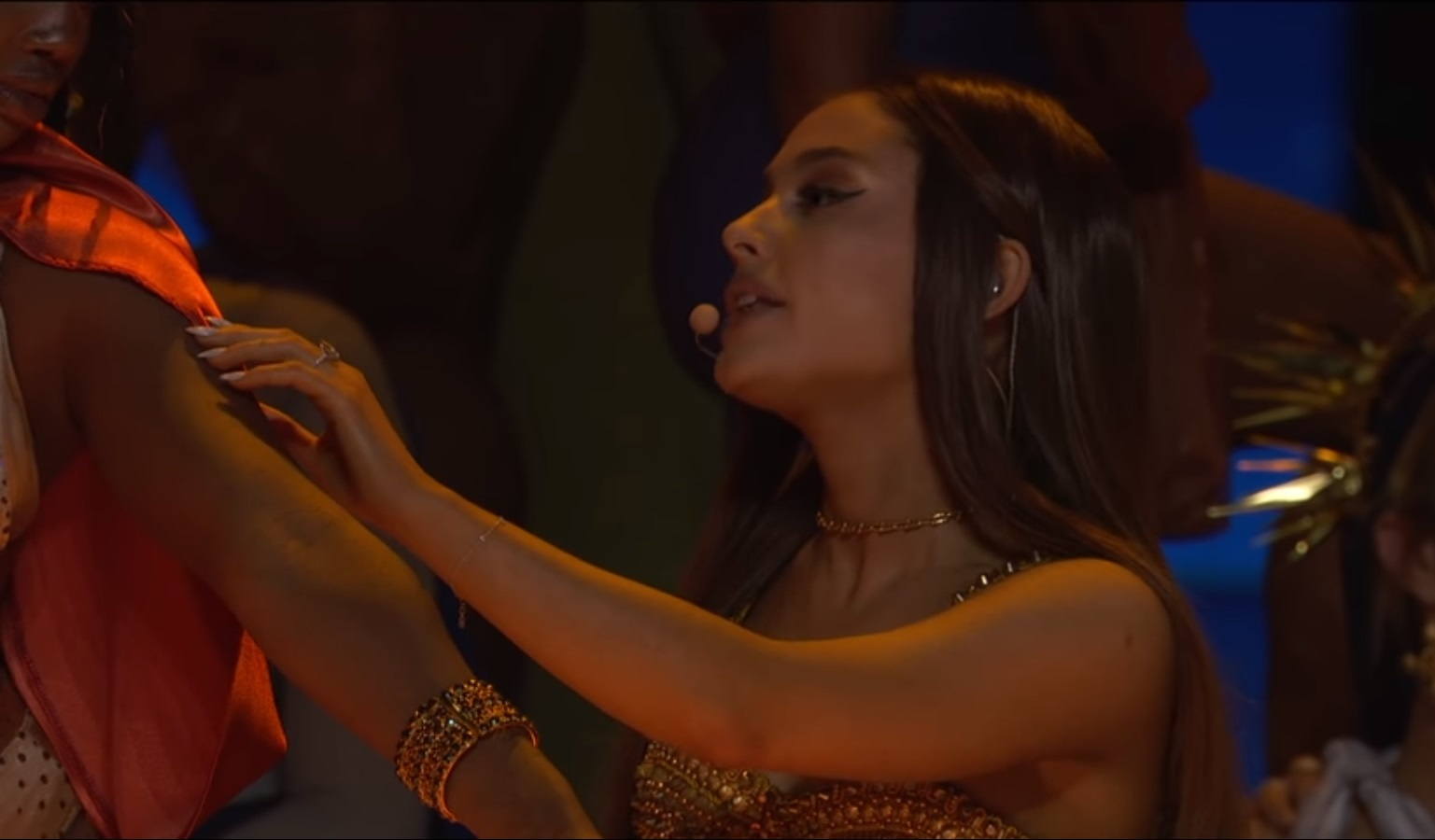
Grande zong "God Is a Woman" tijdens de VMA's.

Op 1 mei bezocht Ariana Grande Jimmy Fallon voor het eerst sinds 2016. Hier vertelde ze over de aanslag in Manchester en over haar nieuwe album getiteld Sweetener dat in de zomer, 17 augustus 2018 om precies te zijn, uitkomt. Het album heet zo, omdat ze denkt dat de nummers die op het album staan, het leven van mensen kan verlichten en verfijnen, hetzelfde effect dat zoetstof bij voedsel heeft. Hiernaast liet ze fans schrikken terwijl ze haar nummers zongen en deed ze mee aan de "Musical genre challenge". Tevens zong ze "No Tears Left to Cry".
Ook vertelde ze daar dat ze elke maand iets speciaals zou doen op de 20ste. Op 20 april bracht ze de eerste single "No Tears Left to Cry" uit, en op 20 mei zong ze dit op de Billboard Music Awards. Op 20 juni werd Sweetener beschikbaar om vooruit te bestellen. Hiermee werd ineens de albumhoes vrijgegeven, evenals een nieuw nummer: "the light is coming" (feat. Nicki Minaj). Op 26 juni, haar 25ste verjaardag, gaf ze de intro van Sweetener vrij: "raindrops (an angel cried)". Daarna liet ze fans geloven dat ze op 20 juli de nieuwe single "God Is a Woman" zou uitbrengen. Ze deed dit echter een week vroeger, op 13 juli, om de volledige lijst van nummers te kunnen vrijgeven op de 20ste.
Op de nacht van 16 augustus deed ze mee in de 'Carpool Karaoke' van James Corden. Op 20 augustus heeft ze "God Is a Woman" gebracht op de MTV Video Music Awards. Daar heeft ze ook de prijs voor 'Best Pop' ontvangen voor haar single "No Tears Left to Cry".

### 2019:Thank U, Next
Op 3 november 2018 kwam "Thank U, Next" in Amerika uit. In het nummer bedankt ze al haar exen stuk voor stuk voor wat ze haar geleerd hebben. Ook zegt ze dat ze haar ex Malcolm (Mac Miller) graag zou bedanken. Het nummer is de lead single voor haar vijfde studioalbum, met de gelijknamige titel Thank U, Next.

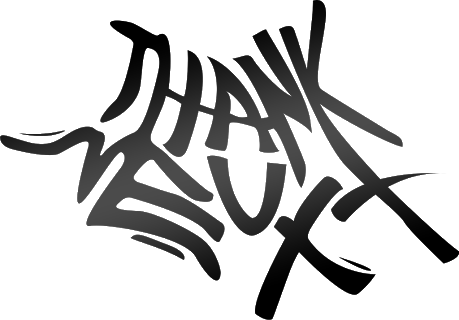
Het logo van Thank U, Next.

Midden januari bracht Ariana haar tweede single uit van haar vijfde studioalbum, genaamd "7 Rings". De single kwam meteen binnen in de top 5 van zowel de Nederlandse als de Belgische hitlijst. Eerder was er al een promotiesingle verschenen, "Imagine". Op 25 januari werd het nieuwe album beschikbaar voor vooruitbestelling, om uit te komen op 8 februari. Op de dag dat het album uitkwam, werd ook de nieuwe single "Break Up with Your Girlfriend, I'm Bored" vrijgegeven.
In de Verenigde Staten brak Grande een record: ze stond namelijk met drie singles uit één album in de top 3 van de Bilboard Hot 100. Enkel The Beatles deden dit haar voor, meer dan vijftig jaar geleden.
In 2019 start Grande met haar Sweetener World Tour, waar ze beide albums, Sweetener en Thank u Next, samen met haar grootste hits ten gehore zal brengen. Tijdens de Sweetener World tour was ze ook headliner van het bekende festival Coachella. Ze heeft daar zelfs 2 shows voor moeten afzeggen tijdens de tour. Ook was ze de jongste headliner ooit op Coachella.
Op 18 maart 2019 begon Grande met haar Sweetener World Tour, ter promotie van haar recentste albums Sweetener en Thank U, Next. Haar eerste concert vond plaats in het Times Union Centre in Albany, New York. De tour bestaat uit drie reeksen, waarvan twee door Noord-Amerika en een door Europa. In totaal heeft ze ongeveer 102 concerten gegeven. Het laatste concert was op 21 december 2019 in The Forum, in Inglewood, Californië. Tijdens de nacht van de laatste tourshow bracht de zangeres het livealbum K Bye for Now (SWT Live) uit, met 32 nummers op.

### 2020:Positions
Op 30 oktober 2020 kwam Grandes zesde album, Positions, uit, nadat een week eerder al een gelijknamige single was uitgebracht. Het album bevat samenwerkingen met Doja Cat, The Weeknd en Ty Dolla $ign. Tegelijkertijd met het verschijnen van het album werd 34+35 als officiële tweede single uitgegeven. Hier volgde in januari 2021 een remix van met Doja Cat en Megan Thee Stallion.

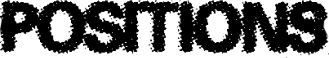
Het logo van Positions.

Een deluxe versie van Positions werd op 19 februari 2021 uitgegeven. Deze telde 5 extra tracks, waarvan een interlude en de al uitgebrachte remix van 34+35.
Op 12 januari 2024 verschijnt de single Yes, and? als voorloper van haar in maart te verschijnen zevende studioalbum Eternal Sunshine. Deze track is beïnvloed door Madonna's Vogue.

## Persoonlijk
Grande was vroeger rooms-katholiek, maar dat veranderde nadat haar halfbroer Frankie Grande verbannen werd uit de katholieke kerk toen bekend werd dat hij homoseksueel is. Ook Spongebob Squarepants, Harry Potter en werkende vrouwen werden afgekraakt door sommige mensen binnen de katholieke kerk, waardoor Ariana geen katholiek meer wilde zijn. Sinds haar twaalfde steunt Ariana samen met Frankie ook de LHBT-community. Sindsdien is zij ook aanhanger van kabbala, een joods mystiek-religieus filosofisch systeem dat populair is gemaakt door onder andere Madonna en Demi Moore. Volgens Ariana Grande ligt de basis in dat "als je goed voor anderen bent, goede dingen op je pad zullen komen".

## Stijl en uiterlijk

### Stem en muziek
Ik ben dol op Mariah Carey. Zij is letterlijk mijn favoriete persoon op aarde, samen met Whitney Houston natuurlijk. Ik vind Fergie ook tof. Ze is gewoon zo grappig en gepassioneerd. Ik hou van het feit dat ze ook rapt. Ze heeft een fantastische stem en ze kan hoge noten zingen, maar ze hoeft het niet de hele tijd te doen om zichzelf te bewijzen. Ze is gewoon erg cool naar mijn mening.
— Ariana Grande over haar muzikale invloeden.

Ariana Grande beschikt over de hoogste vrouwelijke zangstem, sopraan. Ze heeft een stembereik van maar liefst vier octaven. Daarnaast beschikt ze over het fluitregister. Ariana Grande beschikt over een relatief sterk "laag register", met een bereik van een F#3 tot een D3, wat voor een sopraan relatief goed is. De hoogste gemeten noot die ze tot nu toe heeft bereikt is een E7, in Emotions van Mariah Carey.
In de periode dat Yours Truly werd uitgebracht, werd Grande vaak vergeleken met Mariah Carey, vanwege haar hoge stemgeluid, haar stembereik, het fluitregister (waar Carey ook over beschikt) en overeenkomende muziekstijlen. Grande vindt het zelf een "groot compliment" om met Mariah Carey vergeleken te worden, maar vermeldt er wel bij dat haar muziekstijl heel erg afwijkt van die van Carey.
Ariana Grandes stemtechniek wordt door critici gewaardeerd met een B-, wat overeenkomt met een ruime acht, oftewel een "goed".
Alhoewel Yours Truly volgens vele critici in hetzelfde schuitje zit als het materiaal dat Mariah Carey uitbrengt, begint de vergelijking na het uitbrengen van My Everything wat te verwateren. Ariana Grande zingt nog steeds hoge noten op nummers als "Problem" (G#5) en "Break Free" (B♭5), maar My Everything bevat veel dansbare nummers in de genres EDM en electropop, terwijl haar debuutalbum voornamelijk uit rustigere nummers bestond. Toch worden beide albums geclassificeerd als pop- en r&b-albums. Met Dangerous Woman slaat ze weer een hele andere kant op; het album is, net als de twee voorgaande albums, een typisch pop- en r&b-album, maar de nummers hebben een volwassenere sound en de teksten zijn wat sensueler. Zo gaat het nummer "Side to Side" over "zoveel seks hebben dat je niet meer normaal kunt lopen". "Everyday", de vierde single van Dangerous Woman, valt onder trapmuziek, een heel ander genre dan wat men van Grande gewend is.

### Invloeden
Ariana Grande ziet Whitney Houston en Mariah Carey als haar grootste idolen Daarnaast is ze ook beïnvloed door artiesten Madonna, Fergie, Christina Aguilera, Destiny's Child en Amy Winehouse.
In haar jeugd luisterde Grande voornamelijk naar r&b en muziek uit de jaren '90. Yours Truly voelt voor haar dan ook als een "flashback" naar het verleden.

### Uiterlijk
Voordat Ariana Grande in de tv-serie Victorious kwam, had ze natuurlijke donkerbruin, gekruld haar. Vanwege haar personage moest ze elke twee weken haar haar rood verven en bleken. In haar zangcarrière draagt ze al jaren een paardenstaart met lange haarextensies, omdat haar haar erg beschadigd is van het jarenlang verven. Grande stond bekend veel korte rokken te dragen, en ook kattenoren. Haar prinsessen stijl veranderde langzaam waarna ze van jurkjes, rokjes en hakken meer naar jeans en oversized truien ging en laarzen.
In 2013 droeg ze jurkjes met hakken en had ze half los lichtbruin haar.
In 2014 is haar kledingstijl gevarieerd en ging ze van de prinsessen-stijl naar een kitten-outift, ze droeg toen katten oren en hele korte rokjes met korte toppen, en had een donkerblond half los kapsel. In 2015 keerde ze terug naar haar natuurlijke haarkleur, donkerbruin, en droeg nogsteeds korte rokken en topjes.
In 2016 varieerde haar kledingstijl, zo ging ze van een diva naar meer een stoer en rebelse kledingstijl en begon meer jeans en donkere oogschaduw te dragen, dit voor het imago voor haar Dangerous woman album. Ze had toen een ombre kapsel met een halflange paardenstaart.
In 2017 wist ze de illusie te creëren om qua lengte langer te lijken met haar nieuwe kledingstijl en haarstijl, ze droeg toen oversized truien en lange knielaarzen, en begon ze lange bruine paardenstaarten te dragen met hele lange extensions erin.
In 2018 heeft ze precies dezelfde kledingstijl, ze had wel een tijdje een andere haarkleur namelijk zilver/grijs.
In 2019 droeg ze nog altijd haar iconische lange bruine paardenstaart met hoge knielaarzen, wel droeg ze terug meer rokjes in 2019, vooral tijdens haar Sweetener wereld tour.
Sinds 2020 tot heden heeft ze korter haar en draagt ze meer jeans en broeken met schoenen. Voorlopig is ze gestopt met het jaren lang extensions te dragen en keert terug naar haar natuurlijke haren.

## Persoonlijk leven
- Ariana Grande was met Graham Phillips aan het daten vanaf 2008 (toen de musical 13 aan de gang was, waar ze hem ook ontmoette) tot december 2011.[107]
- Van augustus 2012 tot juli 2013 had Grande een relatie met de Australische komiek Jai Brooks.[108]
- Grande is veganist sinds 5 november 2013.[109]
- Grande had van augustus 2014 tot april 2015 een relatie met rapper Big Sean[110]
- Grande had sinds augustus 2016 een relatie met de Amerikaanse rapper Mac Miller.[111] In mei 2018 maakten ze bekend dat ze uit elkaar waren[112]
- Eind mei 2018 maakte Grande bekend dat zij en Pete Davidson daten. In juni van datzelfde jaar lieten ze weten dat ze verloofd zijn. In oktober braken ze de verloving en relatie definitief af.[113]
- Grande had vanaf begin 2020 een relatie met vastgoedmakelaar Dalton Gomez. Ze trouwden op 15 mei 2021, maar zetten een punt achter hun huwelijk op 20 februari 2023. In het voorjaar van 2024 werd hun scheiding definitief.[114]

## Discografie

### Albums
| Album met eventuele hitnotering(en) in de Nederlandse Album Top 100 | Datum van verschijnen | Datum van binnenkomst | Hoogste positie | Aantal weken | Opmerkingen |
| ------------------------------------------------------------------- | --------------------- | --------------------- | --------------- | ------------ | ----------- |
| Yours Truly                                                         | 30-08-2013            | 07-09-2013            | 5               | 3            |             |
| My Everything                                                       | 22-08-2014            | 30-08-2014            | 3               | 40           | Goud        |
| Dangerous Woman                                                     | 20-05-2016            | 28-05-2016            | 1               | 33           |             |
| Sweetener                                                           | 24-08-2018            | 24-08-2018            | 1               | 24           |             |
| Thank U, Next                                                       | 08-02-2019            | 16-02-2019            | 2               | 67           |             |
| K Bye For Now (SWT live)                                            | 2019                  | 28-12-2019            | 57              | 2            |             |
| Positions                                                           | 2020                  | 07-11-2020            | 2               | 55           |             |
| Eternal Sunshine                                                    | 2024                  | 16-03-2024            | 1(2wk)          | 67*          |             |

| Album met hitnotering(en) in de Vlaamse Ultratop 200 albums | Datum van verschijnen | Datum van binnenkomst | Hoogste positie | Aantal weken | Opmerkingen |
| ----------------------------------------------------------- | --------------------- | --------------------- | --------------- | ------------ | ----------- |
| Yours Truly                                                 | 30-08-2013            | 07-09-2013            | 62              | 13           |             |
| My Everything                                               | 22-08-2014            | 30-08-2014            | 1               | 69           |             |
| Dangerous Woman                                             | 20-05-2016            | 28-05-2016            | 2               | 76           |             |
| Sweetener                                                   | 24-08-2018            | 24-08-2018            | 1               | 99*          |             |
| Thank U, Next                                               | 08-02-2019            | 16-02-2019            | 1(2wk)          | 133          | Goud        |
| Positions                                                   | 2020                  | 07-11-2020            | 3               | 58           |             |
| Eternal Sunshine                                            | 2024                  | 16-03-2024            | 1(3wk)          | 75*          |             |

### Singles
| Single met eventuele hitnotering(en) in de Nederlandse Top 40 | Datum van verschijnen | Datum van binnenkomst | Hoogste positie | Aantal weken | Opmerkingen                                                     |
| ------------------------------------------------------------- | --------------------- | --------------------- | --------------- | ------------ | --------------------------------------------------------------- |
| The Way                                                       | 26-03-2013            | 06-04-2013            | 28              | 3            | met Mac Miller / Nr. 22 in de Single Top 100                    |
| Popular Song                                                  | 21-12-2012            | -                     |                 |              | met Mika / Nr. 92 in de Single Top 100                          |
| Baby I                                                        | 22-07-2013            | 03-08-2013            | tip17           | -            | Nr. 39 in de Single Top 100                                     |
| Last Christmas                                                | 2013                  | -                     |                 |              | Nr. 59 in de Single Top 100                                     |
| Love Is Everything                                            | 2013                  | -                     |                 |              | Nr. 89 in de Single Top 100                                     |
| Santa Baby                                                    | 2013                  | -                     |                 |              | Nr. 53 in de Single Top 100                                     |
| Snow in California                                            | 2013                  | -                     |                 |              | Nr. 93 in de Single Top 100                                     |
| Problem                                                       | 28-04-2014            | 17-05-2014            | 5               | 22           | met Iggy Azalea / Nr. 10 in de Single Top 100 / 3× Platina      |
| Break Free                                                    | 2014                  | 26-07-2014            | 3               | 26           | met Zedd / Nr. 6 in de Single Top 100 / 2× Platina              |
| Bang Bang                                                     | 2014                  | 16-08-2014            | 6               | 20           | met Jessie J & Nicki Minaj / Nr. 7 in de Single Top 100         |
| Best Mistake                                                  | 2014                  | -                     |                 |              | met Big Sean / Nr. 67 in de Single Top 100                      |
| Love Me Harder                                                | 2014                  | 29-11-2014            | 7               | 17           | met The Weeknd / Nr. 12 in de Single Top 100 / Alarmschijf      |
| Santa Tell Me                                                 | 2014                  | 20-12-2014            | 28              | 1            | Nr. 8 in de Single Top 100                                      |
| One Last Time                                                 | 2014                  | 28-02-2015            | 8               | 17           | Nr 11 in de Single Top 100 / Alarmschijf                        |
| Focus                                                         | 2015                  | 07-11-2015            | 7               | 14           | Nr. 9 in de Single Top 100                                      |
| Boys Like You                                                 | 2015                  | 28-11-2015            | tip4            | -            | met Who is Fancy & Meghan Trainor / Nr. 89 in de Single Top 100 |
| Winter Things                                                 | 2015                  | -                     |                 |              | Nr. 40 in de Single Top 100                                     |
| Over and Over Again                                           | 2016                  | 23-01-2016            | tip6            | -            | met Nathan Sykes                                                |
| Dangerous Woman                                               | 2016                  | 19-03-2016            | 14              | 9            | Nr. 21 in de Single Top 100 / Alarmschijf                       |
| Be Alright                                                    | 2016                  | -                     |                 |              | Nr. 89 in de Single Top 100                                     |
| Into You                                                      | 2016                  | 14-05-2016            | 13              | 11           | Nr. 21 in de Single Top 100 / Alarmschijf                       |
| Side to Side                                                  | 2016                  | 10-09-2016            | 11              | 18           | met Nicki Minaj / Nr. 11 in de Single Top 100                   |
| Faith                                                         | 2016                  | 17-12-2016            | tip15           | -            | met Stevie Wonder                                               |
| Heatstroke                                                    | 2017                  | 08-04-2017            | tip5            | -            | met Calvin Harris, Young Thug & Pharrell Williams               |
| Quit                                                          | 2017                  | -                     |                 |              | met Cashmere Cat / Nr. 81 in de Single Top 100                  |
| No Tears Left to Cry                                          | 20-04-2018            | 28-04-2018            | 2               | 23           | Nr. 4 in de Single Top 100 / Alarmschijf / 1× Platinum          |
| Dance to This                                                 | 2018                  | 23-06-2018            | tip20           | -            | met Troye Sivan                                                 |
| Bed                                                           | 2018                  | 07-07-2018            | tip12           | -            | met Nicki Minaj / Nr. 47 in de Single Top 100                   |
| God Is a Woman                                                | 2018                  | 28-07-2018            | 26              | 8            |                                                                 |
| Breathin                                                      | 17-08-2018            | 20-10-2018            | 16              | 10           | Nr. 23 in de Single Top 100 / Alarmschijf                       |
| Sweetener                                                     | 17-08-2018            | -                     |                 |              | Nr. 77 in de Single Top 100                                     |
| Everytime                                                     | 17-08-2018            | -                     |                 |              | Nr. 85 in de Single Top 100                                     |
| R.E.M.                                                        | 17-08-2018            | -                     |                 |              | Nr. 100 in de Single Top 100                                    |
| Thank U, Next                                                 | 09-11-2018            | 17-11-2018            | 3               | 13           | Nr. 3 in de Single Top 100                                      |
| Imagine                                                       | 14-12-2018            | 29-12-2018            | 38              | 3            | Nr. 32 in de Single Top 100                                     |
| 7 Rings                                                       | 18-01-2019            | 26-01-2019            | 9               | 11           | Nr. 4 in de Single Top 100                                      |
| Bad Idea                                                      | 08-02-2019            | -                     |                 |              | Nr. 43 in de Single Top 100                                     |
| Bloodline                                                     | 08-02-2019            | -                     |                 |              | Nr. 36 in de Single Top 100                                     |
| Break Up with Your Girlfriend, I'm Bored                      | 08-02-2019            | 23-02-2019            | tip1            | -            | Nr. 11 in de Single Top 100                                     |
| Fake Smile                                                    | 08-02-2019            | -                     |                 |              | Nr. 48 in de Single Top 100                                     |
| Ghostin                                                       | 08-02-2019            | -                     |                 |              | Nr. 58 in de Single Top 100                                     |
| In My Head                                                    | 08-02-2019            | -                     |                 |              | Nr. 68 in de Single Top 100                                     |
| Make Up                                                       | 08-02-2019            | -                     |                 |              | Nr. 64 in de Single Top 100                                     |
| NASA                                                          | 08-02-2019            | -                     |                 |              | Nr. 46 in de Single Top 100                                     |
| Needy                                                         | 08-02-2019            | -                     |                 |              | Nr. 41 in de Single Top 100                                     |
| Monopoly                                                      | 01-04-2019            | 06-04-2019            | tip18           |              | Met Victoria Monét / Nr. 76 in de Single Top 100                |
| Boyfriend                                                     | 2019                  | 17-08-2019            | 33              | 4            | met Social House                                                |
| Don't Call Me Angel (Charlie's Angels)                        | 2019                  | 14-09-2019            | 28              | 3            | met Miley Cyrus & Lana Del Rey                                  |
| Good as Hell                                                  | 2019                  | 16-11-2019            | 28              | 3            | met Lizzo                                                       |
| Stuck with U                                                  | 2020                  | 16-05-2020            | 6               | 13           | met Justin Bieber/ Alarmschijf                                  |
| Rain on Me                                                    | 2020                  | 30-05-2020            | 7               | 18           | met Lady Gaga/ Alarmschijf / Nr. 9 in de Single Top 100         |
| Positions                                                     | 23-10-2020            | 31-10-2020            | 9               | 12           | Nr. 6 in de Single Top 100                                      |
| Oh Santa!                                                     | 2020                  | 05-12-2020            | tip18           | -            | met Mariah Carey & Jennifer Hudson                              |
| 34+35                                                         | 2020                  | 07-11-2020            | tip4            | -            | Nr. 32 in de Single Top 100                                     |
| Just look up                                                  | 2021                  | 04-12-2021            | tip26*          |              | met Kid Cudi                                                    |
| Yes And?                                                      | 2023                  | 12-01-2023            | 5               | 9            | Alarmschijf                                                     |
| We Can't Be Friends (Wait for Your Love)                      | 2024                  | 12-01-2023            | 20              | 5            |                                                                 |

| Single met hitnotering(en) in de Vlaamse Ultratop 50 | Datum van verschijnen | Datum van binnenkomst | Hoogste positie | Aantal weken | Opmerkingen                                       |
| ---------------------------------------------------- | --------------------- | --------------------- | --------------- | ------------ | ------------------------------------------------- |
| Popular Song                                         | 2013                  | 09-02-2013            | tip8            | -            | met Mika                                          |
| The Way                                              | 2013                  | 28-09-2013            | tip58           | -            | met Mac Miller                                    |
| Problem                                              | 2014                  | 10-05-2014            | 15              | 21           | met Iggy Azalea                                   |
| Bang Bang                                            | 2014                  | 09-08-2014            | 14              | 19           | met Jessie J & Nicki Minaj                        |
| Best Mistake                                         | 2014                  | 23-08-2014            | 49              | 1            | met Big Sean                                      |
| Break Free                                           | 2014                  | 06-09-2014            | 17              | 20           | met Zedd                                          |
| Santa Tell Me                                        | 2014                  | 27-12-2014            | 12              | 6            |                                                   |
| Love Me Harder                                       | 2014                  | 17-01-2015            | 45              | 3            | met The Weeknd                                    |
| All My Love                                          | 2014                  | 17-01-2015            | tip35           | -            | met Major Lazer                                   |
| One Last Time                                        | 2014                  | 04-04-2015            | 22              | 15           | Goud                                              |
| Focus                                                | 2015                  | 07-11-2015            | 14              | 4            |                                                   |
| Dangerous Woman                                      | 2016                  | 08-04-2016            | 31              | 9            | Goud                                              |
| Into You                                             | 2016                  | 21-05-2016            | 29              | 13           | Goud                                              |
| Side to Side                                         | 2016                  | 10-09-2016            | 23              | 14           | met Nicki Minaj / Goud                            |
| Faith                                                | 2016                  | 17-12-2016            | tip39           | -            | met Stevie Wonder                                 |
| Beauty and the Beast                                 | 2017                  | 18-02-2017            | tip41           | -            | met John Legend                                   |
| Everyday                                             | 2017                  | 25-03-2017            | tip             | -            | met Future                                        |
| Heartstroke                                          | 2017                  | 25-03-2017            | tip             | -            | met Calvin Harris, Young Thug & Pharrell Williams |
| Quit                                                 | 2017                  | 20-05-2017            | tip             | -            | met Cashmere Cat                                  |
| No Tears Left to Cry                                 | 20-04-2018            | 28-04-2018            | 5               | 25           | Platina                                           |
| Dance to This                                        | 2018                  | 23-06-2018            | tip32           | -            | met Troye Sivan                                   |
| Bed                                                  | 2018                  | 23-06-2018            | tip6            | -            | met Nicki Minaj                                   |
| The Light Is Coming                                  | 2018                  | 30-06-2018            | tip             | -            | met Nicki Minaj                                   |
| God Is a Woman                                       | 2018                  | 28-07-2018            | 47              | 4            |                                                   |
| Breathin                                             | 2018                  | 28-09-2018            | 21              | 15           |                                                   |
| Thank U, Next                                        | 2018                  | 09-11-2018            | 7               | 21           | Goud                                              |
| Imagine                                              | 2018                  | 22-12-2018            | tip5            | -            |                                                   |
| 7 Rings"                                             | 2019                  | 26-01-2019            | 4               | 20           | Platina                                           |
| Break Up with Your Girlfriend, I'm Bored             | 2019                  | 16-02-2019            | 27              | 8            |                                                   |
| Rule the World                                       | 2019                  | 09-03-2019            | tip             | -            | met 2 Chainz                                      |
| Monopoly                                             | 2019                  | 13-04-2019            | tip13           | -            | met Victoria Monét                                |
| Boyfriend                                            | 2019                  | 11-08-2019            | 33              | 6            | met Social House                                  |
| Don't Call Me Angel                                  | 2019                  | 21-09-2019            | 28              | 4            | met Miley Cyrus & Lana del Rey                    |
| Stuck with U                                         | 2020                  | 16-05-2020            | 16              | 19           | met Justin Bieber / Goud                          |
| Rain on Me                                           | 2020                  | 30-05-2020            | 5               | 23           | met Lady Gaga / Platina                           |
| Positions                                            | 23-10-2020            | 31-10-2020            | 14              | 16           | Goud                                              |
| 34+35                                                | 30-10-2020            | 26-12-2020            | tip1            | -            |                                                   |
| Yes, And?                                            | 2023                  | 12-01-2023            | 6               | 14*          |                                                   |
| We Can't Be Friends (Wait for Your Love)             | 2024                  | 12-01-2023            | 29              | 5            |                                                   |

## Prijzen en nominaties
| Jaar | Prijs                           | Categorie                              | Nummer                                    | Resultaat   | Referentie |
| ---- | ------------------------------- | -------------------------------------- | ----------------------------------------- | ----------- | ---------- |
| 2013 | MTV Europe Music Awards         | Beste nieuwkomer                       |                                           | Genomineerd | [ 115 ]    |
| 2013 | American Music Awards           | Artiest van het jaar                   |                                           | Gewonnen    | [ 116 ]    |
| 2013 | Teen Choice Awards              | Breakout Artist - Female               |                                           | Genomineerd | [ 117 ]    |
| 2013 | Teen Choice Awards              | Love Song                              | "The Way" (met Mac Miller)                | Genomineerd | [ 117 ]    |
| 2013 | Teen Choice Awards              | Summer Artist                          |                                           | Genomineerd | [ 117 ]    |
| 2014 | Bambi Awards                    | Beste nieuwkomer                       |                                           | Gewonnen    | [ 118 ]    |
| 2014 | Billboard Music Awards          | Top New Artist                         |                                           | Genomineerd | [ 119 ]    |
| 2014 | Billboard Women in Music        | Rising Star                            |                                           | Gewonnen    | [ 120 ]    |
| 2014 | iHeartRadio Music Awards        | Young Influencer Award                 |                                           | Gewonnen    | [ 121 ]    |
| 2014 | iHeartRadio Music Awards        | Best Fan Army                          |                                           | Genomineerd | [ 121 ]    |
| 2014 | iHeartRadio Music Awards        | Instagram Award                        |                                           | Genomineerd | [ 121 ]    |
| 2014 | MTV Europe Music Awards         | Best Song                              | "Problem" (met Iggy Azalea)               | Gewonnen    | [ 122 ]    |
| 2014 | MTV Europe Music Awards         | Best Pop                               |                                           | Genomineerd | [ 122 ]    |
| 2014 | MTV Europe Music Awards         | Best Female Artist                     |                                           | Gewonnen    | [ 122 ]    |
| 2014 | MTV Europe Music Awards         | Best New Artist                        |                                           | Genomineerd | [ 122 ]    |
| 2014 | MTV Europe Music Awards         | Best Push Act                          |                                           | Genomineerd | [ 122 ]    |
| 2014 | MTV Europe Music Awards         | Biggest Fans                           |                                           | Genomineerd | [ 122 ]    |
| 2014 | MTV Video Music Awards          | Best Female Video                      | "Problem" (met Iggy Azalea)               | Genomineerd | [ 123 ]    |
| 2014 | MTV Video Music Awards          | Beste pop video                        | "Problem" (met Iggy Azalea)               | Gewonnen    | [ 123 ]    |
| 2014 | MTV Video Music Awards          | Beste samenwerking                     | "Problem" (met Iggy Azalea)               | Genomineerd | [ 123 ]    |
| 2014 | MTV Video Music Awards          | Beste lyrics video                     | "Problem" (met Iggy Azalea)               | Genomineerd | [ 123 ]    |
| 2014 | NAACP Image Awards              | Outstanding New Artist                 |                                           | Genomineerd | [ 124 ]    |
| 2014 | Teen Choice Awards              | Teen Choice: Female Artist             |                                           | Gewonnen    | [ 125 ]    |
| 2014 | Teen Choice Awards              | Summer Music Star: Female              |                                           | Genomineerd | [ 125 ]    |
| 2014 | Teen Choice Awards              | Female Hottie                          |                                           | Genomineerd | [ 125 ]    |
| 2014 | Teen Choice Awards              | Choice Song: Female Artist             | "Problem" (met Iggy Azalea)               | Gewonnen    | [ 125 ]    |
| 2014 | Teen Choice Awards              | Break-Up Song                          | "Break Free" (met Zedd)                   | Genomineerd | [ 125 ]    |
| 2014 | Nickelodeon Kids' Choice Awards | Favoriete tv-actrice                   | Sam & Cat                                 | Gewonnen    | [ 126 ]    |
| 2014 | NRJ Music Awards                | Internationale doorbraak van het jaar  |                                           | Gewonnen    | [ 127 ]    |
| 2014 | NRJ Music Awards                | Internationaal nummer van het jaar     | "Problem" (met Iggy Azalea)               | Genomineerd | [ 127 ]    |
| 2014 | People's Choice Awards          | Favoriete doorbraakartiest             |                                           | Gewonnen    | [ 128 ]    |
| 2015 | American Music Awards           | Artiest van het jaar                   |                                           | Genomineerd | [ 129 ]    |
| 2015 | American Music Awards           | Favoriete vrouwelijke Pop/Rock artiest |                                           | Gewonnen    | [ 129 ]    |
| 2015 | Billboard Music Awards          | Top Artiest                            |                                           | Genomineerd | [ 130 ]    |
| 2015 | Billboard Music Awards          | Top Female Artist                      |                                           | Genomineerd | [ 130 ]    |
| 2015 | Billboard Music Awards          | Top Hot 100 Artist                     |                                           | Genomineerd | [ 130 ]    |
| 2015 | Billboard Music Awards          | Top Social Artist                      |                                           | Genomineerd | [ 130 ]    |
| 2015 | Billboard Music Awards          | Top Streaming Artist                   |                                           | Genomineerd | [ 130 ]    |
| 2015 | Billboard Music Awards          | Top Dance/Electronic Song              |                                           | Genomineerd | [ 130 ]    |
| 2015 | Grammy Awards                   | Best Pop Vocal Album                   | My Everything                             | Genomineerd | [ 131 ]    |
| 2015 | Grammy Awards                   | Beste Pop Duo/Groep performance        | "Bang Bang" (met Jessie J en Nicki Minaj) | Genomineerd | [ 131 ]    |
| 2015 | iHeartRadio Music Awards        | Artiest van het jaar                   |                                           | Genomineerd | [ 132 ]    |
| 2015 | iHeartRadio Music Awards        | Beste samenwerking                     | "Bang Bang" (met Jessie J en Nicki Minaj) | Gewonnen    | [ 132 ]    |
| 2015 | iHeartRadio Music Awards        | Beste samenwerking                     | "Problem" (met Iggy Azalea)               | Genomineerd | [ 132 ]    |
| 2015 | MTV Europe Music Awards         | Best Pop                               |                                           | Genomineerd | [ 133 ]    |
| 2015 | Nickelodeon Kids' Choice Awards | Favoriete vrouwelijke artiest          |                                           | Genomineerd | [ 134 ]    |
| 2015 | Nickelodeon Kids' Choice Awards | Nummer van het jaar                    | "Bang Bang" (met Jessie J en Nicki Minaj) | Gewonnen    | [ 134 ]    |
| 2015 | Nickelodeon Kids' Choice Awards | Nummer van het jaar                    | "Problem" (met Iggy Azalea)               | Genomineerd | [ 134 ]    |
| 2015 | NRJ Music Awards                | Internationale vrouwelijke artiest     |                                           | Genomineerd | [ 135 ]    |
| 2015 | YouTube Music Awards            | 50 artists to watch                    |                                           | Gewonnen    | [ 136 ]    |
| 2015 | People's Choice Awards          | Favoriete album                        | My Everything                             | Genomineerd | [ 137 ]    |
| 2015 | People's Choice Awards          | Favoriete nummer                       | "Bang Bang" (met Jessie J en Nicki Minaj) | Genomineerd | [ 137 ]    |
| 2015 | Teen Choice Awards              | Choice: vrouwelijke artiest            |                                           | Gewonnen    | [ 125 ]    |
| 2015 | Teen Choice Awards              | Choice Song: Female Artist             | "One Last Time"                           | Gewonnen    | [ 125 ]    |
| 2015 | Teen Choice Awards              | Choice Song: Female Artist             | "Bang Bang" (met Jessie J en Nicki Minaj) | Genomineerd | [ 125 ]    |
| 2015 | Teen Choice Awards              | Choice Summer Music Artist: Female     |                                           | Genomineerd | [ 125 ]    |
| 2015 | Teen Choice Awards              | Choice Summer Tour                     | Honeymoon Tour                            | Genomineerd | [ 125 ]    |
| 2015 | Teen Choice Awards              | Choice Instagrammer                    |                                           | Gewonnen    | [ 125 ]    |
| 2016 | American Music Awards           | Artiest van het jaar                   |                                           | Gewonnen    | [ 138 ]    |
| 2016 | Billboard Music Awards          | Top Female Artist                      |                                           | Genomineerd | [ 139 ]    |
| 2016 | Billboard Music Awards          | Top Social Media Artist                |                                           | Genomineerd | [ 139 ]    |
| 2016 | iHeartRadio Music Awards        | Best Fan Army                          |                                           | Genomineerd | [ 140 ]    |
| 2016 | MTV Europe Music Awards         | Beste pop                              |                                           | Genomineerd | [ 141 ]    |
| 2016 | MTV Europe Music Awards         | Beste Amerikaanse artiest              |                                           | Gewonnen    | [ 141 ]    |
| 2016 | MTV Europe Music Awards         | Meeste fans                            |                                           | Genomineerd | [ 141 ]    |
| 2016 | MTV Video Music Awards          | Beste vrouwelijke video                | "Into You"                                | Genomineerd | [ 142 ]    |
| 2016 | MTV Video Music Awards          | Beste popvideo                         | "Into You"                                | Genomineerd | [ 142 ]    |
| 2016 | MTV Video Music Awards          | Beste editing                          | "Into You"                                | Genomineerd | [ 142 ]    |
| 2016 | MTV Video Music Awards          | Beste cinematography                   | "Into You"                                | Genomineerd | [ 142 ]    |
| 2016 | MTV Video Music Awards          | Beste samenwerking                     | "Let Me Love You" (met Lil Wayne)         | Genomineerd | [ 142 ]    |
| 2016 | Nickelodeon Kids' Choice Awards | Favoriete vrouwelijke artiest          |                                           | Gewonnen    | [ 143 ]    |
| 2016 | Teen Choice Awards              | Choice Music: Female Artist            |                                           | Genomineerd | [ 144 ]    |
| 2016 | Teen Choice Awards              | Choice Summer Music Star: Female       |                                           | Genomineerd | [ 144 ]    |
| 2016 | Teen Choice Awards              | Choice Song: Female                    | "Dangerous Woman"                         | Gewonnen    | [ 144 ]    |
| 2016 | Teen Choice Awards              | Choice Love Song                       | "Into You"                                | Genomineerd | [ 144 ]    |
| 2016 | Teen Choice Awards              | Choice Selfie Taker                    |                                           | Gewonnen    | [ 144 ]    |
| 2017 | Grammy Awards                   | Best Pop Vocal Album                   | Dangerous Woman                           | Genomineerd | [ 145 ]    |
| 2017 | Grammy Awards                   | Best Pop Solo Performance              | "Dangerous Woman"                         | Genomineerd | [ 145 ]    |
| 2017 | Nickelodeon Kids' Choice Awards | Favoriete vrouwelijke zinger           |                                           | Genomineerd | [ 146 ]    |
| 2017 | Nickelodeon Kids' Choice Awards | Favoriete nummer                       | "Side to Side" (met Nicki Minaj)          | Genomineerd | [ 146 ]    |
| 2017 | iHeartRadio Music Awards        | Female Artist of the Year              |                                           | Genomineerd | [ 147 ]    |
| 2017 | iHeartRadio Music Awards        | Best Cover Song                        | "How Will I Know"                         | Genomineerd | [ 147 ]    |
| 2017 | iHeartRadio Music Awards        | Best Music Video                       | "Side to Side" (met Nicki Minaj)          | Genomineerd | [ 147 ]    |
| 2017 | iHeartRadio Music Awards        | Best Fan Army                          | Arianators                                | Genomineerd | [ 147 ]    |
| 2017 | People's Choice Awards          | Favoriete vrouwelijke artiest          |                                           | Genomineerd | [ 148 ]    |
| 2017 | People's Choice Awards          | Favoriete popartiest                   |                                           | Genomineerd | [ 148 ]    |
| 2017 | People's Choice Awards          | Favoriete album                        | Dangerous Woman                           | Genomineerd | [ 148 ]    |
| 2019 | Grammy Awards                   | Best Pop Vocal Album                   | Sweetener                                 | Gewonnen    |            |

## Tournees

### Eigen tournees
- The Listening Sessions (2013)
- The Honeymoon Tour (2015)
- Dangerous Woman Tour (2017)
- The Sweetener Sessions (2018)
- Sweetener World Tour (2019)

### Festivals waarop meerdere artiesten optreden
- Jingle Ball Tour 2013 (festival)
- Jingle Ball Tour 2014 (festival)
- Jingle Ball Tour 2016 (festival)
- Coachella 2019 (festival)

### Voorprogramma
- Justin Bieber – Believe Tour (2013)